# Gran Premi d'Hongria del 2007
El Gran Premi d'Hongria del 2007  fou l'onzena carrera de la  temporada. Va ser celebrada el 5 d'agost al  Hungaroring de Budapest.

## Qualificació
Fernando Alonso tenia l'oportunitat de recuperar el lideratge si guanyava la carrera. Va començant adjudicant-se la Pole al circuit, però la va perdre als despatxos a causa d'un conflicte intern en el si de MacLaren, originat per un error de càlcul dels enginyers. Finalment va sortir sisè i no va ocupar els primers llocs en tota la carrera. MacLaren va ser penalitzat perden tots els punts aconseguits de cara al mundial de constructors.

### Resultats
| Posició | Pilot                | Equip              | Part 1   | Part 2   | Part 3   |
| ------- | -------------------- | ------------------ | -------- | -------- | -------- |
| 1       | Lewis Hamilton       | McLaren-Mercedes   | 1:19.570 | 1:19.301 | 1:19.781 |
| 2       | Nick Heidfeld        | BMW Sauber         | 1:20.751 | 1:20.322 | 1:20.259 |
| 3       | Kimi Räikkönen       | Ferrari            | 1:20.435 | 1:20.107 | 1:20.410 |
| 4       | Nico Rosberg         | Williams-Toyota    | 1:20.547 | 1:20.188 | 1:20.632 |
| 5       | Ralf Schumacher      | Toyota             | 1:20.449 | 1:20.455 | 1:20.714 |
| 6       | Fernando Alonso      | McLaren-Mercedes   | 1:20.425 | 1:19.661 | 1:19.674 |
| 7       | Robert Kubica        | BMW Sauber         | 1:20.366 | 1:20.703 | 1:20.876 |
| 8       | Jarno Trulli         | Toyota             | 1:20.481 | 1:19.951 | 1:21.206 |
| 9       | Mark Webber          | Red Bull-Renault   | 1:20.794 | 1:20.439 | 1:21.256 |
| 10      | David Coulthard      | Red Bull-Renault   | 1:21.291 | 1:20.718 |          |
| 11      | Heikki Kovalainen    | Renault            | 1:20.285 | 1:20.779 |          |
| 12      | Alexander Wurz       | Williams-Toyota    | 1:21.243 | 1:20.865 |          |
| 13      | Giancarlo Fisichella | Renault            | 1:21.645 | 1:20.590 | 1:21.079 |
| 14      | Felipe Massa         | Ferrari            | 1:20.408 | 1:21.021 |          |
| 15      | Anthony Davidson     | Super Aguri-Honda  | 1:21.018 | 1:21.127 |          |
| 16      | Vitantonio Liuzzi    | Toro Rosso-Ferrari | 1:21.730 | 1:21.993 |          |
| 17      | Jenson Button        | Honda              | 1:21.737 |          |          |
| 18      | Rubens Barrichello   | Honda              | 1:21.877 |          |          |
| 19      | Takuma Sato          | Super Aguri-Honda  | 1:22.143 |          |          |
| 20      | Sebastian Vettel     | Toro Rosso-Ferrari | 1:22.177 |          |          |
| 21      | Adrian Sutil         | Spyker-Ferrari     | 1:22.737 |          |          |
| 22      | Sakon Yamamoto       | Spyker-Ferrari     | 1:23.774 |          |          |

- Fernando Alonso fou endarrerit cinc posicions de la graella a causa d'un incident amb Lewis Hamilton
- Giancarlo Fisichella fou endarrerit cinc posicions de la graella a causa d'un incident amb Sakon Yamamoto
- Felipe Massa començà la cursa en la plaça número 14, a causa d'una errada del seu equip. L'error va fer que el seu vehicle quedés aturat enmig del pit lane. L'incident fou investigat per la FIA.

### Resultats de la cursa
| Pos | Núm | Pilot                | Equip              | Voltes | Temps/Retirada | Graella | Punts |
| --- | --- | -------------------- | ------------------ | ------ | -------------- | ------- | ----- |
| 1   | 2   | Lewis Hamilton       | McLaren-Mercedes   | 70     | 1:35:52.991    | 1       | 10    |
| 2   | 6   | Kimi Räikkönen       | Ferrari            | 70     | +0.715 segons  | 3       | 8     |
| 3   | 9   | Nick Heidfeld        | BMW Sauber         | 70     | +43.129 segons | 2       | 6     |
| 4   | 1   | Fernando Alonso      | McLaren-Mercedes   | 70     | +44.858 segons | 6       | 5     |
| 5   | 10  | Robert Kubica        | BMW Sauber         | 70     | +47.616 segons | 7       | 4     |
| 6   | 11  | Ralf Schumacher      | Toyota             | 70     | +50.669 segons | 5       | 3     |
| 7   | 16  | Nico Rosberg         | Williams-Toyota    | 70     | +59.139 segons | 4       | 2     |
| 8   | 4   | Heikki Kovalainen    | Renault            | 70     | +68.104 segons | 11      | 1     |
| 9   | 15  | Mark Webber          | Red Bull-Renault   | 70     | +76.331 segons | 9       |       |
| 10  | 12  | Jarno Trulli         | Toyota             | 69     | +1 volta       | 8       |       |
| 11  | 14  | David Coulthard      | Red Bull-Renault   | 69     | +1 volta       | 10      |       |
| 12  | 3   | Giancarlo Fisichella | Renault            | 69     | +1 volta       | 13      |       |
| 13  | 5   | Felipe Massa         | Ferrari            | 69     | +1 volta       | 14      |       |
| 14  | 17  | Alex Wurz            | Williams-Toyota    | 69     | +1 volta       | 12      |       |
| 15  | 22  | Takuma Sato          | Super Aguri-Honda  | 69     | +1 volta       | 19      |       |
| 16  | 19  | Sebastian Vettel     | Toro Rosso-Ferrari | 69     | +1 volta       | 20      |       |
| 17  | 20  | Adrian Sutil         | Spyker-Ferrari     | 68     | +2 volta       | 21      |       |
| 18  | 8   | Rubens Barrichello   | Honda              | 68     | +2 voltes      | 18      |       |
| Ret | 18  | Vitantonio Liuzzi    | Toro Rosso-Ferrari | 42     | Elèctric       | 16      |       |
| Ret | 23  | Anthony Davidson     | Super Aguri-Honda  | 41     | Accident       | 15      |       |
| Ret | 7   | Jenson Button        | Honda              | 35     | Accelerador    | 17      |       |
| Ret | 21  | Sakon Yamamoto       | Spyker-Ferrari     | 4      | Accident       | 22      |       |

| Cursa anterior: Gran Premi d'Europa del 2007 | FIA 2007 Campionat del Món | Cursa Següent: Gran Premi de Turquia del 2007 |
| Anterior G.P.: Gran Premi d'Hongria del 2006 | Gran Premi d'Hongria       | Pròxim G.P.: Gran Premi d'Hongria del 2008    |